# House of Fraser
House of Fraser is een Britse warenhuisgroep met 47 filialen in het Verenigd Koninkrijk. Het werd in 1849 in Glasgow, Schotland opgericht als Arthur en Fraser. Vanaf 1891 stond het bekend als Fraser & Sons. Het bedrijf groeide gestaag in het begin van de 20e eeuw en na de Tweede Wereldoorlog werd het bedrijf een landelijke keten door een groot aantal overnames. 
Vanaf 1936 breidde het bedrijf aanzienlijk uit door overnames, waaronder Scottish Drapery Corporation (1952), Binns (1953), Barkers of Kensington (1957) en Dickins & Jones en de Harrods-groep (1959). In 1948 werd het bedrijf voor het eerst genoteerd aan de London Stock Exchange. Latere overnames waren onder meer Howells (1972) en Army & Navy Stores (1973).
In 1985 verwierd de familie Al Fayed  de groep voor £ 615 miljoen, en in 1995 werd het opgenomen in de FTSE Index als House of Fraser plc. en werd het warenhuis Harrods privébezit van de Al Fayeds. In de jaren negentig werden verschillende winkels gesloten en werden vijftien winkels ondergebracht in een joint venture met British Land Company, die vervolgens onder hun oude naam actief bleven. De voormalige winkel van de Harrods-groep, D H Evans in Oxford Street, Londen, werd in 2001 omgedoopt tot House of Fraser en werd de vlaggenschipwinkel van de keten. 
In 2005 verwierf het de warenhuisgroep Jenners (£ 46 miljoen) en de warenhuisgroe Beatties (£ 69 miljoen). In 2006 werd het bedrijf overgenomen door een consortium van investeerders (Highland Group Holdings), waaronder het IJslandse Landsbanki (35%). In 2007 werd een online winkel gelanceerd. In 2014 werd de groep (als Highland Group Holdings Ltd) voor ongeveer £ 480 miljoen verkocht aan Nanjing Xinjiekou Department Store Co. (Sanpower Group), een toonaangevende keten van Chinese warenhuizen.
Er werden filialen geopend in de Verenigde Arabische Emiraten. Een filiaal in het winkelcentrum Yas Mall en een filiaal in het WTC van Abu Dhabi. Dit laatste filiaal was het eerste filiaal buiten het Verenigd Koninkrijk en Ierland en werd geopend in oktober 2013. In april 2016 werd het filiaal gesloten.
In 2016 werd het eerste House of Fraser in China geopend in Nanjing met een oppervlakte van bijna 42.000m². Daarna werden in het derde kwartaal 2017 winkels geopend in Xuzhou en Chongqing. De planning was om 30 House of Fraser-winkels te openen in China.
In mei 2018 vroeg de groep surseance van betaling aan en in juni werd de sluiting van 31 winkels aangekondigd. Op 10 augustus 2018 stemde de Sports Direct-keten van Mike Ashley ermee in om het bedrijf (winkels, voorraad, merk) te kopen voor £ 90 miljoen nadat de keten eerder die dag in faillissement was gegaan.

## Geschiedenis

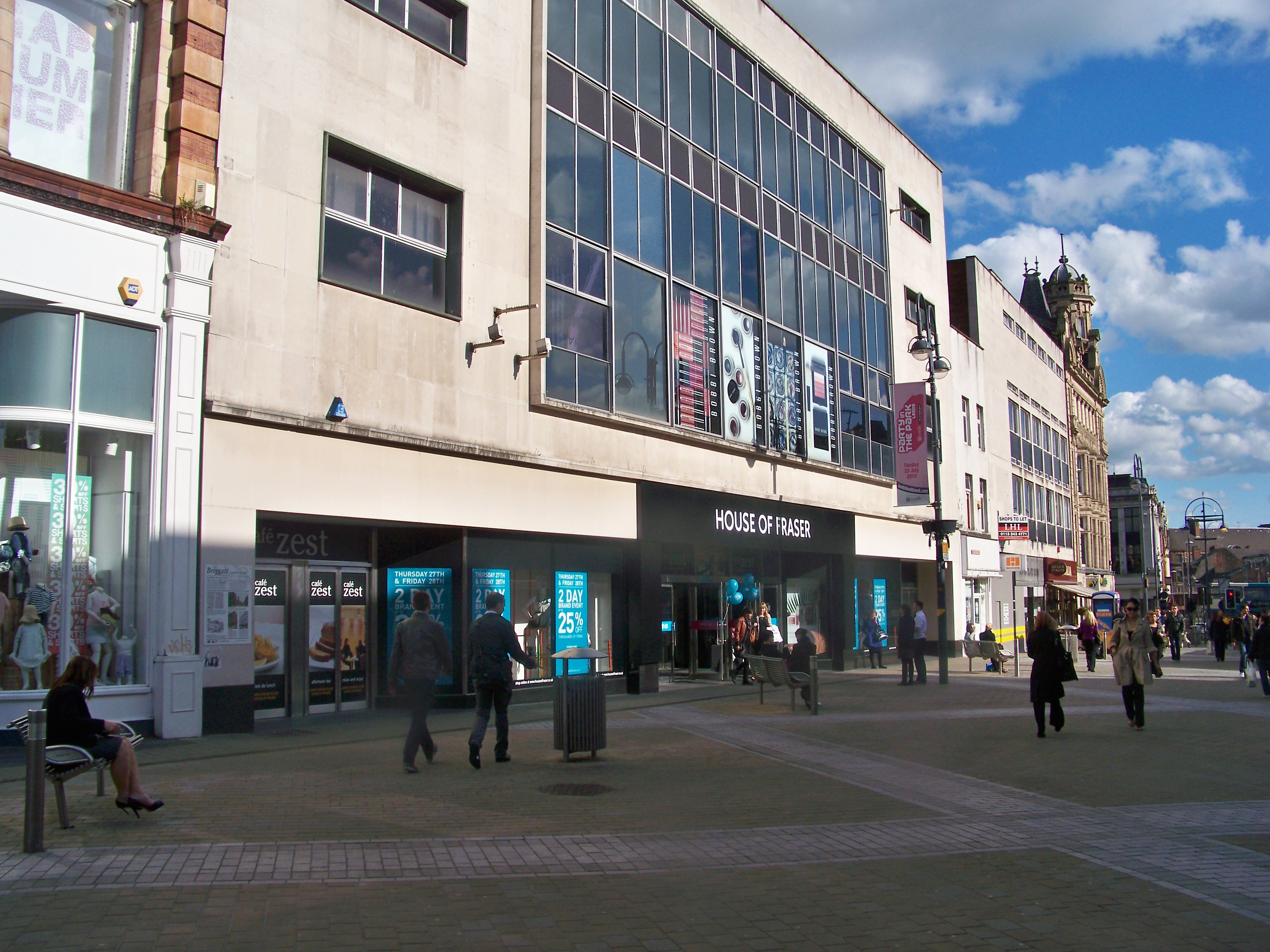
House of Fraser op Briggate in Leeds, Engeland

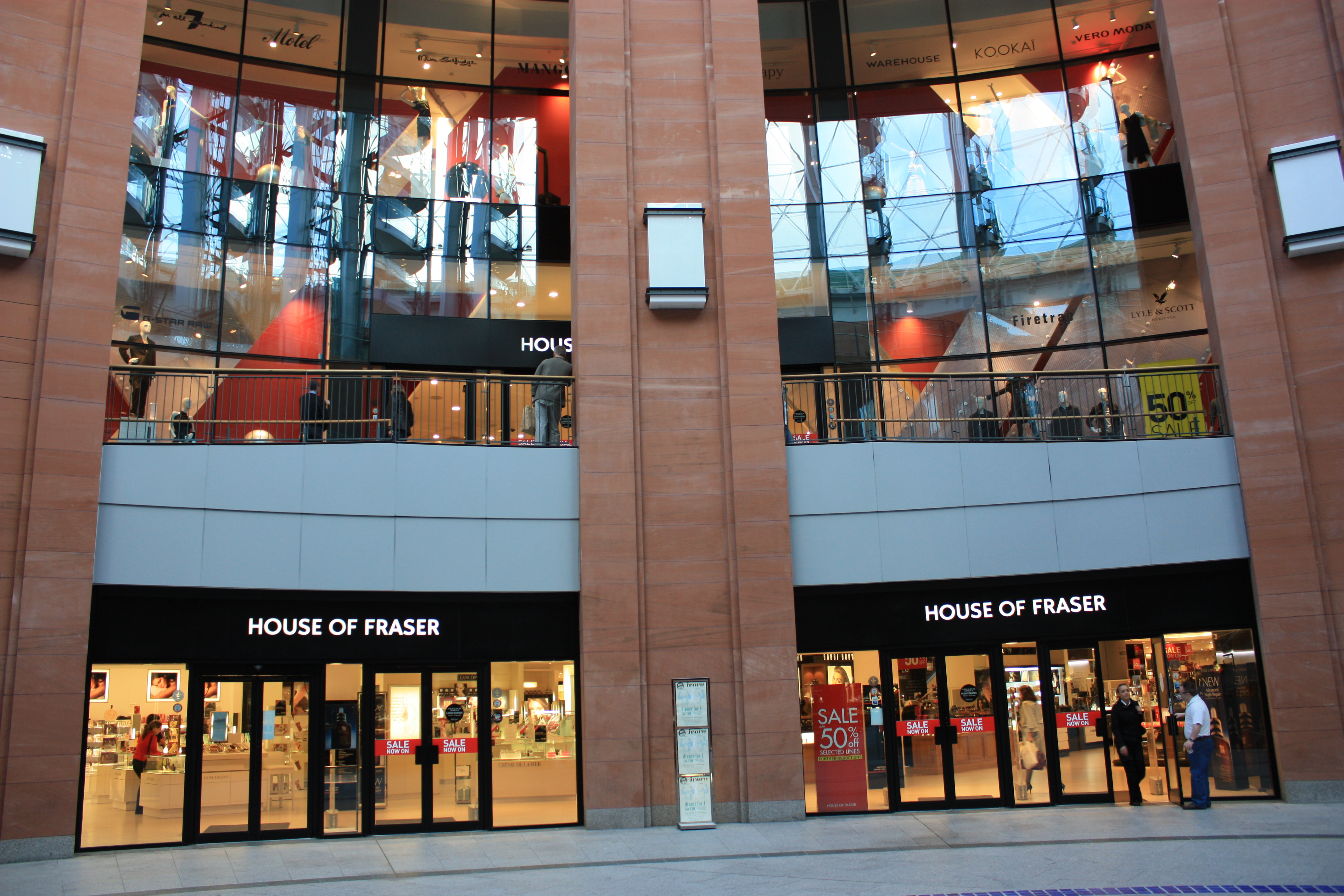
House of Fraser in Belfast, Noord-Ierland

### De vroege jaren
Het bedrijf werd in 1849 opgericht door Hugh Fraser en James Arthur als een kleine textielwinkel op de hoek van Argyle Street en Buchanan Street in Glasgow, Schotland, handelend onder de naam Arthur and Fraser.
Hugh Fraser was in de leer geweest bij Stewart & McDonald Ltd, een textielmagazijn in Glasgow, waar hij opklom tot magazijnbeheerder en van waaruit hij veel van de eerste klanten haalde.
James Arthur had ook een detailhandel in gordijnen in Paisley, in de buurt van Glasgow: hij stelde een manager aan om toezicht te houden op de activiteiten in Paisley terwijl hij zich concentreerde op zijn nieuwe bedrijf.
Het bedrijf vestigde een groothandel in aangrenzende panden in Argyle Street. In 1856 verhuisde de groothandel naar een grotere locatie in Miller Street, Glasgow, en begon handel te drijven onder de naam Arthur & Co. De detailhandel breidde het bedrijf uit naar de leegstaande gebouwen die door de groothandel waren achtergelaten.
Tijdens de late jaren 1850 en vroege jaren 1860 werd de detailhandel geleid door een professionele manager - eerst Thomas Kirkpatrick en vervolgens Alexander McLaren. In 1865 werd het partnerschap tussen de partners ontbonden en nam Fraser de controle over de detailhandel over, terwijl Arthur achter bleef met de groothandel. In 1865 werd McLaren partner van de detailhandel en werd de naam gewijzigd in Fraser & McLaren.

### Fraser & Sons
Toen oprichter Hugh Fraser in 1873 stierf, verwierven zijn drie oudste zonen, James, John en Hugh, een aandeel in het bedrijf. James en John Fraser waren aanvankelijk directeuren in het bedrijf en namen Alexander McLaren en later John Towers in dienst om het voor hen te leiden. In 1891 sloot Hugh zich ook aan bij het samenwerkingsverband dat toen Fraser & Sons heette.
In 1879 werd de huidige vlaggenschipwinkel aan Oxford Street in Londen geopend door Dan Harries Evans, een 23-jarige uit Whitemill in Carmarthenshire, Wales. Hij was eerder in de leer geweest bij een stoffenhandelaar in Forest Hamlet nabij Merthyr Tydfil, Wales. Hij verhuisde in 1878 naar Londen om zijn eigen bedrijf op te zetten op Westminster Bridge Road. De winkel handelde tot 2001 onder de naam D H Evans.
Tegen 1900 had Hugh Fraser II de leiding: hij vormde het bedrijf om tot Fraser & Sons Ltd in 1909 en introduceerde het beroemde hertenkopmotief.
Nadat Hugh Fraser II in 1927 stierf, werd zijn zoon Hugh Fraser III, een accountant, voorzitter van het bedrijf. Hij opende nieuwe afdelingen, vergrootte de tearoom, opende een restaurant en begon ook te kijken naar mogelijke overnames. In 1936 kocht hij Arnott & Co Ltd. en zijn buurman Robert Simpson & Sons Ltd in de nabijgelegen Argyle Street, en fuseerde de bedrijven om synergievoordelen te behalen. In 1948 werd het bedrijf voor het eerst genoteerd aan de London Stock Exchange als House of Fraser.

### Jaren 50 tot 70

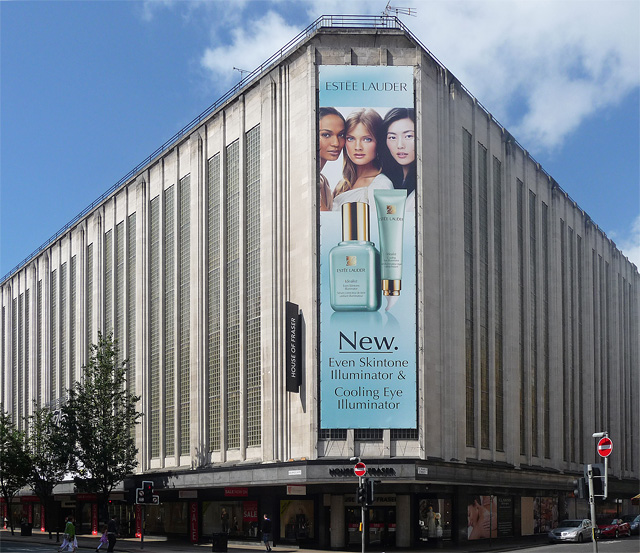
Het Art Deco Kendals- gebouw aan Deansgate, Manchester, Engeland - een House of Fraser-winkel sinds 1959

In 1951 kocht het bedrijf McDonald's Ltd en daarmee een filiaal in Harrogate. Fraser kocht vervolgens de Scottish Drapery Corporation in 1952, gevolgd door de in Sunderland gevestigde Binns-winkelgroep in 1953.
Fraser verkocht de eigendommen aan verzekeringsmaatschappijen en huurde ze vervolgens tegen gunstige tarieven lange tijd terug. Hierdoor werd kapitaal vrijgemaakt voor de aankoop van nieuwe panden en de modernisering van bestaande winkels. In 1957 werd de winkelgroep van John Barker & Co Ltd uit Kensington overgenomen en in 1959 kwamen ook Harrods en Dickins & Jones bij de groep.
Sir Hugh Fraser volgde zijn vader op als voorzitter van het bedrijf toen zijn vader stierf in 1966. Sir Hugh zette de uitbreiding van het bedrijf voort in 1969 met de overname van J J Allen Ltd, een in Bournemouth gevestigde groep.
In de jaren zeventig verwierf de House of Fraser Group meer bedrijven, waaronder T. Baird & Sons Ltd uit Schotland, Switzer & Co. Ltd uit Dublin, Ierland, en E. Dingle & Co. Ltd, Chiesmans Ltd, Hide & Co en de Army & Navy Stores in Zuid-Engeland. Daarnaast werden meer dan 50 onafhankelijke winkels overgenomen gedurende het decennium. In 1973 overwoog de House of Fraser Group een fusie met het Britse apotheekbedrijf Boots, die zelfs leidde tot schriftelijke vragen in het House of Commons. In 1974 besloot de regering de voorgenomen fusie te verbieden

### 1980-1985
In 1981 volgde prof. Roland Smith Sir Hugh Fraser op als voorzitter. Een overnamebod van Lonrho werd doorverwezen naar de mededingingsautoriteit en in strijd met het algemeen belang verklaard. Tussen 1980 en 1984 werden vier nieuwe winkels geopend, waaronder D H Evans in Wood Green, Noord-Londen in 1980, Dickins & Jones in Milton Keynes in 1981, Frasers in Perth in april 1984, en Army & Navy in Epsom, Surrey in mei 1984.
Het bedrijf, tegen die tijd handelend onder de naam House of Fraser PLC, diversifieerde in sportartikelen onder de naam Astral Sports and Leisure (later verkocht aan Sears plc, eigendom van de Olympus Sport-divisie) en in begrafenissen met Wylie & Lochhead. Het lanceerde ook het 'You'-assortiment van cosmetica- en juwelierszaken, en in 1985 verwierf het Turnbull & Asser Holdings Ltd, overhemdenmakers in Jermyn Street, Londen en Kurt Geiger Holdings Ltd, schoenenwinkels. Andere ontwikkelingen in de jaren tachtig waren de introductie van het 'Lifestyle' assortiment en een enorme investering in landelijke winkelrenovaties. In 1983 introduceerde het bedrijf de Frasercard (later omgedoopt tot Recognition), geldig in alle winkels en beheerd vanuit een centrale faciliteit in Swindon.

### 1985-2006: Al Fayed-eigendom
In 1985 kocht de familie Al Fayed het bedrijf voor £ 615 miljoen. De Al Fayeds steunden de voortdurende expansie van het bedrijf en vervingen het logo van het hertshoofd door een hert dat uit een groene driehoek springt met uithangborden uit deze periode met een dubbellaags schreefloos lettertype. In 1988 werd een strategisch businessplan voor vijf jaar aangekondigd waarin de winkels werden gerationaliseerd. Kleine takken moesten worden opgegeven en vervangen door grotere eenheden.
In september 1990 werden twee nieuwe warenhuizen geopend, een House of Fraser in het Meadowhall Shopping Center in Sheffield en Schofields in Leeds. In 1991 werd een nieuwe House of Fraser-winkel geopend in het Lakeside Shopping Center in West Thurrock, Essex.
In 1994, voordat House of Fraser PLC opnieuw op de London Stock Exchange werd genoteerd, werd Harrods uit de Groep gehaald, zodat het in privé-eigendom kon blijven van de familie Al Fayed. John Coleman, die in 1996 werd benoemd tot CEO van de House of Fraser Group, lanceerde het merk Linea in 1997, samen met Platinum and Fraser het jaar daarop. Het logo van House of Fraser werd in 1996 herzien, waarbij het springende hert nu over een "F"-schaduw gaat en uithangborden met een schreeflettertype. Er waren veel winkelsluitingen in deze periode, waaronder de sluiting van filialen in onder meer Sheffield (House of Fraser), Newcastle (Binns), Sunderland (Binns), Bradford (Rackhams) en Leeds (Schofields, dat slechts zes jaar na opening alweer werd gesloten), met het verlies van ongeveer 1.000 banen.
House of Fraser richtte in 1999 BL Fraser op, een 50-50 joint venture met de British Land Company, om 15 House of Fraser-winkels te kopen die door House of Fraser geëxploiteerd zouden blijven worden. In het jaar 2000 voegde Hpouse of Fraser een aantal huismerken toe aan het assortiment. Het bedrijf voegde in 2000 huismerk toe met House of Fraser-dameskleding, The Collection-herenkleding en een Linea Home.
In 2003 deed Tom Hunter een vijandig bod op de Groep, met de mogelijke bedoeling te fuseren met Allders, een ander warenhuis waarin hij aandelen had. Daarnaast was er een grote vermindering van het aantal House of Fraser-winkels in Schotland, waaronder de verkoop of sluiting van filialen in Aberdeen (Frasers), Dundee (Arnotts), Inverness (Frasers), Paisley (Arnotts) en Perth (Frasers). 
2005 was een jaar van groei voor House of Fraser met de overname van de vier Jenners-warenhuizen in april voor £ 46 miljoen, en Beatties, een voornamelijk in Midlands gevestigde warenhuisketen met 12 locaties, voor £ 69,3 miljoen in de zomer van 2005. Naast het kopen van bedrijven zette House of Fraser zijn eigen uitbreidingsprogramma voort en opende het nog een aantal winkels, waaronder de eerste winkel buiten het Verenigd Koninkrijk (sinds de verkoop van de Switzer-activiteiten in Ierland in 1991) in het Dundrum Town Centre, Dublin, Ierland. evenals winkels in Maidstone en Norwich.
In 2006 consolideerde het bedrijf zijn warenhuisportfolio door op 2 januari 2006 de 135 jaar oude Barkers-vestiging in Kensington High Street te sluiten en op 14 januari 2006 zijn Dickins & Jones-winkel in Regent Street in Londen na een aanzienlijke toename van de huur. Bovendien sloot het bedrijf Beatties in Birmingham in januari 2006.

### 2006-2014: Highland Group Holdings

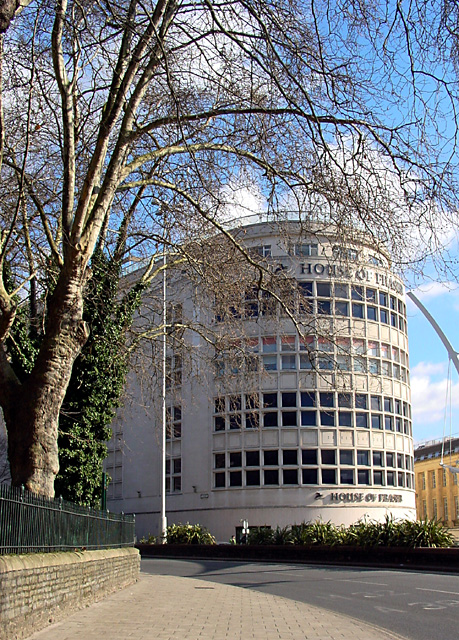
Huis of Fraser in Broadmead, Bristol in 2006

In februari 2006 kondigde de Groep aan dat het een voorlopig bod had ontvangen ter waarde van £ 300 miljoen van het Highland-consortium. In augustus 2006 bevestigde House of Fraser een definitief overnamebod van het Highland-consortium te hebben gekregen, dat het bedrijf in november 2006 voor £ 351,4 miljoen verwierf. Highland Group Holdings Limited was voor 35% eigendom van Landsbanki. Als onderdeel van de overname door Highland werden alle merknamen voor hun winkels, inclusief de meeste Beatties-filialen, omgedoopt tot House of Fraser, uitgezonderd de Jenners-filialen. Het logo met het hert zou verdwijnen en een nieuw schreefloos lettertype werd geïntroduceerd.
In september 2007 lanceerde House of Fraser zijn online winkel.
Het bedrijf had in 2008 vier grote openingen, waaronder de eerste winkel in Noord-Ierland in het nieuw gebouwde Victoria Square Shopping Centre in Belfast in maart. Met een oppervlakte van 11.000 m²  was het de grootste winkel die House of Fraser in het Verenigd Koninkrijk had geopend (in plaats van overgenomen). Eveneens in maart 2008 opende het bedrijf een 8.800 m² grootte winkel in High Wycombe. Op 25 september 2008 opende het bedrijf een 9.300 m² grootte winkel in het nieuw ontwikkelde Cabot Circus in Bristol, en op 30 oktober 2008 werd een 6.500 m² grootte vestiging in Westfield London geopend.
House of Fraser lanceerde HouseofFraser.com "Buy & Collect" conceptwinkel in oktober 2011 met zijn eerste locatie in Aberdeen. Een andere locatie, in Liverpool, werd in 2012 geopend. Deze kleine winkels waren uitgerust met computerterminals zodat klanten konden bestellen via de website van House of Fraser. Beide winkels werden in de zomer van 2016 gesloten.
In december 2013 werden er gesprekken gevoerd over de overname van House of Fraser door het Franse warenhuis Galeries Lafayette, terwijl House of Fraser in de zomer van 2014 ook nog eens onderzoek deed naar een beursgang op de London Stock Exchange als de overname zou worden stopgezet.

### 2014–2018: eigendom van de Sanpower Group
Op 2 september 2014 kondigde Don McCarthy, aftredend CEO van House of Fraser, de voltooiing aan van de verkoop van 100% van de preferente gewone aandelen en gewone B-aandelen en ongeveer 89% van de gewone A-aandelen en preferente aandelen van Highland Group Holdings Ltd, aan Nanjing Xinjiekou Department Store Co, een toonaangevende keten van Chinese warenhuizen en onderdeel van de Sanpower Group, voor een ondernemingswaarde van ongeveer £ 480 miljoen. Hiermee was een bedrag van £ 450 miljoen gemoeid.
In 2017 werd een nieuw warenhuis geopend in de ontwikkeling van Rushden Lakes in Rushden, Northamptonshire. De sluiting van House of Fraser Outlet in Leicester vond ook plaats in de loop van het jaar en een nieuwe sluiting, in Aylesbury, werd aangekondigd voor 2018, maar dit is nooit gerealiseerd na de overname door Sports Direct International. Een nieuwe winkel in Chester werd aangekondigd in februari 2017 en de bouw zou medio 2018 starten. Later in 2018 werd aangekondigd dat House of Fraser zich terugtrok uit deze plannen vanwege hun financiële problemen.

### 2018: Uitstel van betaling
Op 2 mei 2018 kondigde het bedrijf aan dat het een voorwaardelijke verkoop zou aangaan van een meerderheidsbelang in het bedrijf aan Nanjing Cenbest (een andere dochteronderneming van Sanpower Group) aan Hamleys-eigenaar C.banner, een ander Chinees bedrijf. Voorwaarde voor de verkoop was dat het bedrijf zijn bestaande warenhuizenportfolio en kostenbasis stroomlijnde. Op dezelfde dag is het voornemen bekend gemaakt om een vrijwilige vertrekregeling te lanceren. Later trok C.banner zich echter terug.

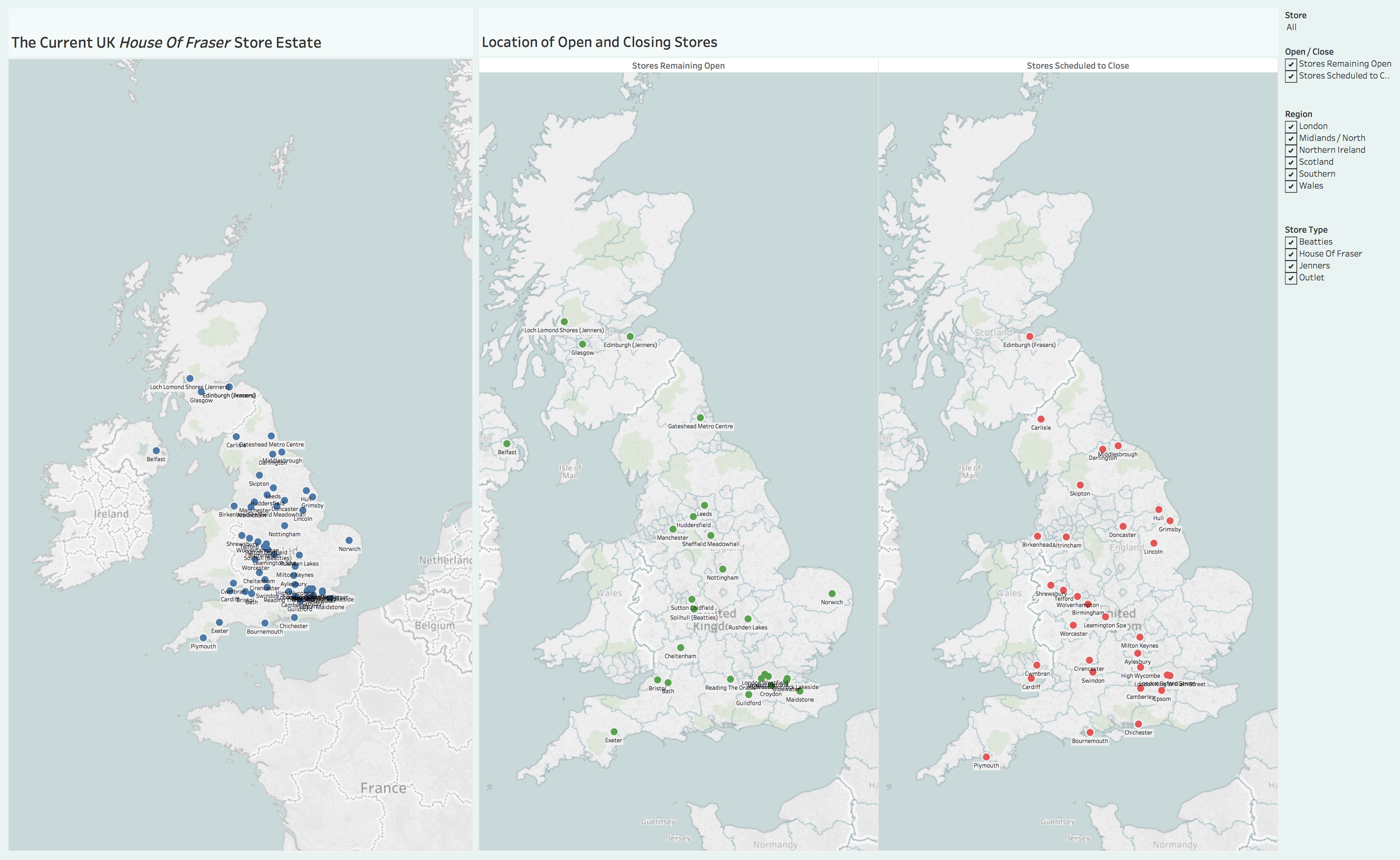
Locatie van House of Fraser UK Store Estate en degenen die gepland zijn voor sluiting in de aankondiging op 7 juni 2018

Op 7 juni 2018 kondigde het bedrijf aan dat het 31 van zijn 58 winkels in het Verenigd Koninkrijk zou sluiten: 
Altrincham • Aylesbury • Birkenhead • Birmingham • Bournemouth • Camberley • Cardiff • Carlisle • Chichester • Cirencester • Cwmbran • Darlington • Doncaster • Edinburgh Frasers • Epsom • Grimsby • High Wycombe • Hull • Leamington Spa • Lincoln • London Oxford Street • London King William Straat • Middlesbrough • Milton Keynes • Plymouth • Shrewsbury • Skipton • Swindon • Telford • Wolverhampton • Worcester.
Hieronder waren de vlaggenschipwinkel aan Oxford Street en de grootste winkel in Birmingham, die in januari 2019 gesloten werden. Richard Lim van Retail Economics zei dat het "moeilijk bleef om met enige zekerheid te weten wat er daarna zal gebeuren bij House of Fraser", maar dat het zonder externe financiering binnen een paar weken onvermijdelijk failliet zou gaan. Vóór de voorgenomen sluitingen had het bedrijf direct 6.000 mensen in dienst en nog eens 11.500 via concessies. Met de daaropvolgende uitstel van betaling van het bedrijf kwam abrupt een einde aan de vrijwillige vertrekregeling en de bijbehorende herstructureringsplannen (inclusief de eerder aangekondigde winkelsluitingen).

### 2018–heden: Sports Direct en de Frasers Group PLC
Op 10 augustus 2018 kreeg House of Fraser uitstel van betaling. Later die dag stemde Sports Direct (nu Frasers Group ) ermee in om de activa van het bedrijf - de House of Fraser-winkels, het merk en de voorraad - te kopen voor £ 90 miljoen in contanten. Kort na de overname werden veel winkelsluitingen aangekondigd, waaronder de winkels in Manchester Nottingham, Lakeside, Gateshead en Norwich. Na maandenlange onderhandelingen werden echter bijna alle winkels gered, met uitzondering van de filialen Shrewsbury, Cirencester, Edinburgh Frasers, Chichester en London King William Street, die allemaal in december 2018 en januari 2019 werden gesloten.
In oktober 2018 kocht Frasers Group plc het iconische Frasers-gebouw in Glasgow voor £ 95 miljoen en beloofde het gebouw in zijn oude glorie te herstellen.
Op 14 juni 2019 werd bevestigd dat de winkel in Hull, die in december bijna gesloten was, in de zomer van 2019 zou sluiten omdat er geen overeenstemming werd bereikt over de herontwikkeling van deze locatie.
Op 26 juli 2019 werd bekend dat Sports Direct een rekening van £ 605 miljoen had ontvangen van de Belgische belastingdienst. De retailer weerlegde de beweringen en de zaak werd in januari 2020 opgelost. Sports Direct beschreef de problemen bij House of Fraser als "niets minder dan terminaal". De kosten om de groep draaiende te houden waren op dat moment £ 51 miljoen. De eigenaar zei dat er nog meer winkelsluitingen zouden komen en voegde eraan toe dat er een aantal winkels waren die, ondanks het betalen van geen huur, nog steeds onrendabel waren. De CEO van Sports Direct, Mike Ashley, schreef de ineenstorting van House of Fraser toe aan de "incompetentie van het vorige management".
In de tussentijdse resultaten van Frasers Group plc in december 2019 gaf de groep aan dat er tekenen van herstel te zien waren naarmate het bedrijf integreerde in de groep en nieuwe disciplines, ervaring en vaardigheden werden ingebracht om een ommekeer te bewerkstelligen. De groep gaf ook aan dat het de strategie van Frasers is om een superieure winkelervaring voor de consument te creëren, die als eerste zal worden doorgevoerd door de oorspronkelijke Frasers in Glasgow.

## Filialen

### Huidige filialen
Alle winkels handelen als House of Fraser, tenzij anders vermeld (november 2019):
- Altrincham, Rackhams (voorheen Brown Muff, geopend 1978)
- Aylesbury (voorheen Beatties  verworven 2005)
- Balloch, Loch Lomond Shores, Jenners (verworven in 2005)
- Bath, Jollys (verworven 1971)
- Belfast (geopend 2008)
- Birmingham (voorheen Rackhams; verworven 1959)
- Bluewater (geopend 1999)
- Bournemouth (voorheen Dingles, en oorspronkelijk Brights; verworven 1969)
- Bristol (geopend 2008)
- Camberley (voorheen Army & Navy, en oorspronkelijk William Harvey; verworven 1973)
- Cardiff (voorheen Howells / James Howell & Co.; verworven 1972)
- Carlisle (voorheen Binns, en oorspronkelijk Robinson Brothers; verworven 1953)
- Cheltenham, Cavendish House (verworven 1969)
- Croydon (geopend 2004)
- Cwmbran (voorheen David Evans; verworven 1977)
- Darlington, Binns (voorheen Arthur Sanders; verworven 1953)
- Doncaster, House of Fraser Outlet (voorheen Binns, daarvoor Owen Owen en oorspronkelijk Verity & Sons; verworven 1976)
- Edinburgh, Jenners (verworven 2005)
- Epsom (voorheen Dickins & Jones en oorspronkelijk Army & Navy; geopend 1984)
- Gateshead, MetroCentre (geopend 1986)
- Glasgow, Frasers (voorheen McDonalds, Wylie & Lochhead en oorspronkelijk de afzonderlijke winkels van McDonalds en Wylie & Lochhead; verworven respectievelijk 1951 en 1957)
- Guildford (voorheen Army & Navy, en oorspronkelijk William Harvey; verworven 1973)
- High Wycombe (geopend 2008)
- Huddersfield (voorheen Beatties; verworven 2005)
- Leamington Spa (voorheen Rackhams, voorafgaand aan dat Army & Navy, en oorspronkelijk Burgis & Colbourne; verworven 1973)
- Leeds (voorheen Rackhams, daarvoor het tijdelijke pand van Schofields, en oorspronkelijk de Leeds tak van Woolworths ; verworven 1988)
- Lincoln (voorheen Binns, en oorspronkelijk Mawer & Collingham ; verworven 1980)
- Maidstone (geopend 2005)
- Manchester (voorheen Kendals / Kendal Milne & Co.; verworven 1959)
- Middlesbrough (voorheen Binns, en oorspronkelijk Thomas Jones; verworven 1953)
- Norwich (geopend 2005)
- Nottingham (geopend 1997)
- Oxford Street, Londen (voorheen DH Evans; verworven 1959)
- Plymouth (voorheen Dingles / E Dingle & Co; verworven 1971)
- Reading (geopend 1999)
- Richmond (voorheen Dickins & Jones, geopend in 1970 op het terrein van Gosling & Sons, verworven in 1957)
- Rushden, Rushden Lakes (geopend 2017)
- Sheffield, Meadowhall (geopend 1990)
- Solihull (voorheen Beatties; verworven 2005)
- Sutton Coldfield (voorheen Beatties; verworven 2005)
- Swindon, House of Fraser Outlet (voorheen House of Fraser; geopend 1996)
- Telford (voorheen Beatties; verworven 2005)
- Victoria Street, Londen (voorheen Army & Navy / Army & Navy Stores; verworven 1973)
- West Thurrock, Lakeside (geopend 1991)
- White City, Westfield London (geopend 2008)
- Wolverhampton, Beatties (verworven in 2005)
- Worcester (voorheen Beatties; verworven 2005)

### Frasers
Vanaf 2021 is binnen de Fraser Group een nieuwe warenhuisformule opgericht, die in het luxe segment is gepositioneerd. Deze warenhuizen worden onder de naam Frasers geëxploiteerd. 

### Toekomstige sluitingen
De volgende vestigingen zijn gepland voor definitieve sluiting (vanaf augustus 2020).
- Altrincham, Rackhams
- Lincoln
- Richmond
- White City, Westfield Londen
- Wolverhampton, Beatties (verhuizen naar The Mander Centre, als onderdeel van een bredere Frasers-conceptstore met Sports Direct, FLANNELS en Costa Coffee).

Naast de bevestigde sluitingen onderzoeken veel verhuurders van House of Fraser momenteel alternatieve toepassingen voor locaties die door de groep worden bezet. Deze omvatten warenhuizen in Birmingham, Cardiff, Edinburgh (Jenners), Guildford, High Wycombe, Londen (Oxford Street), Middlesbrough, Plymouth en Reading.

### Voormalige regionale groepen
House of Fraser handelde voorheen onder veel verschillende, lang gevestigde merknamen. Een aantal regionale winkelgroepen werd verworven en vervolgens uitgebreid of samengevoegd. De groepen Arnotts en Frasers zijn vanaf nul door House of Fraser opgericht. De belangrijkste groepen waren: 
- Army & Navy, Victoria Street, Londen en Zuidoost-Engeland;
- Arnotts, middelgrote winkels in Glasgow en in Schotland;
- Beatties, winkels gevestigd in de Midlands. House of Fraser blijft handelen als Beatties in Wolverhampton.;
- Binns, Sunderland, het noorden en oosten van Engeland;
- Dickins & Jones, Regent Street, Londen en omgeving;
- Dingles, Plymouth en Zuidwest-Engeland;
- David Evans, Swansea en Zuid-Wales;
- Frasers, luxe winkels in Glasgow en andere belangrijke Schotse steden;
- Rackhams, Birmingham, de Midlands en het noorden van Engeland. House of Fraser blijft handelen als Rackhams in Altrincham.

### Voormalige onderdelen
In de loop der jaren zijn er toentallen warenhuizen gesloten of handelen niet langer als onderdeel van het bedrijf. 
- Aberdeen, Arnotts (voormalig Isaac Benzie)
- Aberdeen, Frasers (voormalig Falconers / John Falconer; gesloten in 2002)
- Aberdeen, A & R Milne
- Aberdeen, Reid & Pearson
- Aberdeen, R J Smith
- Aberdeen, Watt & Grant
- Airdrie, Arnotts (voormalig Bairds)
- Aldershot, Army & Navy (voormalig Thomas White)
- Arbroath, Arnotts (voormalig Soutars)
- Aviemore, Arnotts
- Banff, Arnotts (voormalig Benzie & Miller, en oorspronkelijk Rankin & Co.)
- Basildon, Army & Navy (voormalig Taylors)
- Bath, Cavendish House (samengegaan met Jollys)
- Bellshill, Arnotts (voormalig Bairds)
- Bingley, Brown Muff (voormalig Pratts)
- Birkenhead, House of Fraser (voormalig Beatties, oorspronkelijk Allansons; overgenomen in 2005; gesloten op 25 maart 2020)
- Birmingham, Beatties (de voormalig Birmingham-vestiging van C & A; gesloten in 2006)
- Blackpool, Binns (voormalig R H O Hills)
- Bournemouth, J J Allen
- Bradford, Rackhams (voormalig Brown Muff / Brown, Muff & Co.; gesloten in 1995)
- Bridgwater, Dingles
- Bridlington, Binns (voormalig Hammonds, oorspronkelijk Carltons; gesloten in 1995)
- Brigg, Binns (voormalig Lacey & Clark)
- Bristol, Dingles (voormalig Brights, daarvoor de voormalige Bristol-vestiging van Bobby & Co., oorspronkelijk John Cordeux & Sons)
- Bristol, House of Fraser (voormalig Bentalls, daarvoor John Lewis, oorspronkelijk de Bristol-vestiging of Lewis's; gesloten in 2008)
- Bristol, Jollys
- Bromley, Army & Navy (voormalig Harrison Gibson; gesloten in 2004)
- Burton upon Trent, Beatties (overgenomen in 2005, gesloten op 29 september 2012)
- Cardiff, Seccombes
- Chichester, House of Fraser (voormalig Army & Navy, oorspronkelijk J D Morant; overgenomen in 1973; gesloten op 26 januari 2019)
- Cirencester, House of Fraser (voormalig Rackhams, oorspronkelijk Frederick Boulton; overgenomen in 1975; gesloten op 5 januari 2019)
- Coatbridge, Arnotts (voormalig Bairds)
- Crouch End, James H Wilson
- Dingwall, Arnotts (voormalig Alexander Henderson)
- Doncaster, Brown Muff
- Dorchester, Dingles (voormalig Army & Navy, and originally Genge & Co.)
- Drumchapel, Arnotts (voormalig Thomas Muirhead, relocated from Glasgow)
- Dudley, Beatties (gesloten 2010)
- Dumfries, Binns (voormalig Robinson Brothers)
- Dundee, Arnotts (voormalig D M Brown; gesloten in 2002)
- Dundee, Alexander Ewing & Co.
- Dundrum, House of Fraser (opened 2005; gesloten in 2020)
- Eastbourne, Army & Navy (voormalig Barkers, oorspronkelijk Dale & Kerley; gesloten in 1997)
- East Kilbride, Arnotts (voormalig Bairds)
- Edinburgh, Peter Allan
- Edinburgh, Arnotts (voormalig J & R Allan)
- Edinburgh, Arnotts (voormalig Patrick Thomson)
- Edinburgh, J D Blair & Son
- Edinburgh, Darling & Co.
- Edinburgh, Frasers (voormalig Binns, oorspronkelijk Robert Maule & Son; overgenomen in 1953; gesloten op 10 november 2018)
- Edinburgh, William Small & Sons
- Elgin, Arnotts (voormalig Benzie & Miller, oorspronkelijk A L Ramsay & Son)
- Epsom, Army & Navy (voormalig Chiesmans, oorspronkelijk Reids / H L Reid & Co.; overgenomen in 1975; gesloten in 1984)
- Evesham, Rightons
- Exeter, House of Fraser (voormalig Dingles, oorspronkelijk Colsons; overgenomen in 1969; gesloten op 2 november 2019)
- Falkirk, Arnotts (voormalig Bairds)
- Falmouth, Dingles (voormalig Cox & Horder)
- Fraserburgh, Benzie & Miller (overgenomen in 1958; gesloten in 1968)
- Glasgow, Arnotts (voormalig Arnott Simpson, oorspronkelijk Arnott & Co. en Robert Simpson & Sons)
- Glasgow, Copland & Lye
- Glasgow, Dallas's
- Glasgow, Dalys
- Glasgow, Duncans
- Glasgow, Fraser, Sons & Co. (gesloten in 1975; verkocht aan tegenovergelegenMcDonald's Wylie & Lochhead)
- Glasgow, Pettigrew & Stephens
- Glasgow, Thomas Muirhead (verhuisd naar Drumchapel)
- Glasgow, Wood & Selby
- Gravesend, Army & Navy (voormalig Chiesmans, oorspronkelijk Bon Marche)
- Greenock, Arnotts (voormalig D & A Prentice)
- Greenock, J & S Shannon
- Grimsby, House of Fraser (voormalig Binns, oorspronkelijk Guy & Smith; overgenomen in 1969; gesloten in 2020)
- Harrogate, Binns (voormalig Edward J Clarke)
- Harrogate, Schofields (voormalig Cresta House, oorspronkelijk de Harrogate-vestiging van Marshall & Snelgrove)
- Helston, Dingles (voormalig B Thomas)
- Hove, Army & Navy (voormalig Chiesmans, daarvoor Stuart Norris, oorspronkelijk Driscolls)
- Hull, House of Fraser (voormalig Hammonds; overgenomen in 1972; gesloten op 4 augustus 2019)
- Ilford, Army & Navy (voormalig Chiesmans, oorspronkelijk Burnes)
- Inverness, Arnotts (voormalig Benzie & Miller, oorspronkelijk Young & Chapman; overgenomen in 1958; gesloten in 2003)
- Irvine, Arnotts
- Islington, T R Roberts
- Kensington, Barkers / John Barker & Co. (overgenomen in 1957; gesloten in 2006)
- Kensington, Derry & Toms (overgenomen in 1957; gesloten in 1973)
- Kensington, Pontings / Ponting Brothers (overgenomen in 1957; gesloten in 1970)
- Kilmarnock, Arnotts (voormalig Frasers, oorspronkelijk Hugh Lauder & Co.)
- Kingston upon Thames, Army & Navy (voormalig Chiesmans, oorspronkelijk Hide & Co.)
- King William Street, London, House of Fraser (geopend in 2003; gesloten op 29 december 2018)
- Kirkcaldy, Arnotts (voormalig Sutters)
- Leeds, Schofields (gesloten in 1996)
- Leicester, House of Fraser Outlet (voormalig Rackhams; geiopend in 1991; gesloten in 2017)
- Leicester, Rackhams (voormalig Morgan Squire; overgenomen in 1969; gesloten in 1990)
- Lewisham, Army & Navy (voormalig Chiesmans)
- Liverpool, Binns (voormalig Hendersons / William Henderson & Sons)
- Liverpool, House of Fraser.com (geopend in 2011; gesloten in 2013)
- Maidstone, Army & Navy (voormalig T C Dunning & Son; gesloten 2005)
- Maidstone, Chiesmans (voormalig Denniss Paine)
- Milton Keynes, House of Fraser (voormalig Dickins & Jones; geopend in 1981; gesloten op 1 februari 2020)
- Motherwell, Arnotts (voormalig Bairds)
- Newcastle upon Tyne, Binns (voormalig James Coxon; gesloten 1994)
- Newport, Isle of Wight, Army & Navy (voormalig Chiesmans, oorspronkelijk Morris / Edward Morris)
- Newquay, Dingles (voormalig Hawke & Thomas)
- Newton Abbot, Dingles (voormalig William Badcock & Son)
- Newton Abbot, J F Rockhey
- Newton Abbot, Henry Warren & Son
- Northampton, House of Fraser (voormalig Beatties; overgenomen in 2005; gesloten 2014)
- Oswestry, Rackhams (voormalig Bradleys)
- Oxford, Webbers (gesloten 1971)
- Paisley, Arnotts (voormalig Robert Cochran & Son; gesloten 2003)
- Paisley, Fraser & Love
- Penzance, Dingles (voormalig John Polglase)
- Perth, Frasers (geopend in 1984; gesloten in 2002)
- Perth, Gordon & Stanfield
- Perth, D A Wallace & Co.
- Peterhead, Benzie & Miller (verwoest bij brand in 1977)
- Plymouth, Pophams
- Port Glasgow, Bairds
- Port Talbot, David Evans (voormalig W J Williams)
- Portsmouth, Army & Navy (voormalig John Anstiss)
- Regent Street, London, Dickins & Jones (overgenomen in 1959; gesloten in 2006)
- Rochester, Army & Navy (voormalig Chiesmans, oorspronkelijk Leonards)
- St Albans, Army & Navy (voormalig W S Green)
- Salisbury, Dingles (voormalig Clark & Lonnen)
- Scunthorpe, Binns (geopend in 1974; gesloten in 1997)
- Sheffield, House of Fraser (voormalig Rackhams, oorspronkelijk Walshs / John Walsh; overgenomen in 1959; gesloten in 1998)
- Shotts, Arnotts (voormalig Bairds)
- Shrewsbury, Grocott & Co.
- Shrewsbury, House of Fraser (voormalig Rackhams, oorspronkelijk Joseph Della Porta; overgenomen in 1975; gesloten op 12 januari 2019)
- Skipton, Rackhams (voormalig Brown Muff, oorspronkelijk Amblers; overgenomen in 1977, gesloten op 6 december 2019)
- Southend-on-Sea, Army & Navy (voormalig Chiesmans, voormalig Southend-filiaal van J R Roberts)
- Southport, Binns (voormalig Alexanders)
- South Shields, Binns (voormalig Fowler & Brock; overgenomen in 1953; gesloten in 1995)
- Spalding, Berrills
- Sunderland, Binns (overgenomen in 1953; gesloten in 1993)
- Swansea, David Evans (overgenomen in 1977; gesloten in 2005)
- Torquay, Dingles (voormalig J F Rockhey)
- Trowbridge, Dingles (voormalig Fear Hill)
- Truro, Dingles (voormalig Criddle & Smith)
- Tunbridge Wells, Army & Navy (voormalig Chiesmans, oorspronkelijk Waymarks)
- Upton Park, Army & Navy (voormalig Chiesmans, daarvoor The John Lewis Store of Upton Park oorspronkelijk John Lewis & Co.)
- Wells, Dingles (voormalig Fear Hill, oorspronkelijk Edwin Henley)
- West Hartlepool, Binns (voormalig Gray Peverell; gesloten in 1994)
- Whifflet, Arnotts (voormalig Bairds)
- Winchester, Army & Navy (voormalig Chiesmans)
- Wishaw, Arnotts (voormalig Bairds / T Baird & Sons)
- Wolverhampton, Rackhams (voormalig Army & Navy, oorspronkelijk Thomas Clarkson & Sons)
- Wood Green, A Barton & Co.
- Wood Green, D H Evans
- Yeovil, Dingles (voormalig Gamis's)

De volgende warenhuizen werden afgesplitst of verkocht als lopend bedrijf:
- Ayr: David Hourston & Sons (voor de verkoop handelend als Arnotts)
- Belfast, Robertson Ledlie Ferguson & Co.
- Kopenhagen: A C Illum
- Cork: Cashs (tegenwoordig Brown Thomas)
- Cork: Robertson Ledlie Ferguson & Co.
- Dublin: Switzer & Co.
- Galway: Moons (now Brown Thomas)
- Glasgow: Muir Simpson
- Hamilton: Bairds (voor de verkoop handelend als Arnotts)
- Knightsbridge, London: Harrods
- Limerick: Todds (tegenwoordig Brown Thomas)
- Richmond: Wright Brothers
- Stirling: McLachlan & Brown (voor de verkoop handelen als Frasers)
- Waterford: Robertson Ledlie Ferguson & Co.